# Нові Млини (Ніжинський район)
Но́ві Млини́ — село в Україні, у Височанській сільській громаді Ніжинського району Чернігівської області. Населення — 905 осіб (2012 рік).

## Географія
Село розміщене на північному сході громади, за 30 км від — міста Борзна (автошляхами — близько 32 км) та за 16 км від залізничної станції Доч. Село лежить на найбільшій притоці Десни — річці Сейм. Висота над рівнем моря — 118 м.

## Археологія

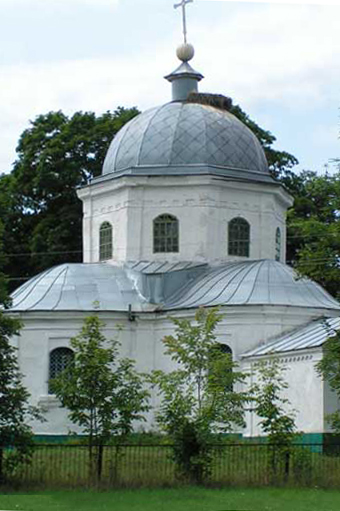
Троїцька церква у Нових Млинах

У цій місцевості люди мешкали з давніх-давен. Поблизу села виявлено поселення доби неоліту (V-IV тисячоліття до н. е.), бронзи (II тисячоліття до н. е.), скіфського періоду (V-III століття до н. е.) і давньоруське городище (IX-XIII століття). На території села знайдено скарб арабських монет VIII сторіччя.

## Історія
Село засноване в 1630 році на території Київського воєводства Речі Посполитої. З 1648 — у складі Ніжинського полку Гетьманщини. Серед старих будівель — діюча мурована Свято-Троїцька церква побудована у XVIII сторіччі — пам'ятка архітектури. З 1782 — у складі Шабалинівської волості Сосницького повіту.
Під час «Північної війни» 1700—1721 рр. Росії з Швецією, шведські війська 11 листопада 1708 року поблизу села переправилися через річку Сейм, коли прямували до Батурина.
У XIX столітті в селі було чотири церкви та юдейський молитовний будинок.
527 жителів села брали участь у Другій світовій війні, 325 з них загинули, 173 удостоєні урядових нагород. При форсуванні річки Сейму і звільнення Нових Млинів загинули 108 бійців Червоної армії, серед них Герой Радянського Союзу старший лейтенант Павло Ярцев.
З подання на присвоєння старшому лейтенанту Ярцеву П. П. звання Героя Радянського Союзу:

| «В ніч на 6 вересня 1943 року під сильним вогнем ворога парторг Ярцев з передовою групою полку одним з перших переправився через Сейм південно-східніше Нових Млинів, організував відбиття контратак противника. У критичний момент він замінив убитого кулеметника і точним вогнем зірвав контратаку фашистів. Убитий осколком снаряда, впав командир мінометного розрахунку. Парторг став на його місце. До пізнього вечора десантники відбили декілька контратак гітлерівців і утримали плацдарм. Наступним завданням було розширення плацдарму і визволення села Нові Млини. 6 вересня 1943 року бої точилися вже не вулицях села. Залишилася остання ворожа вогнева точка — хата на околиці села. Ярцев з групою бійців приховано підібрався до будинку і закидав кулеметника гранатами, але сам загинув від випадкової кулі». |
На братській могилі, де поховані радянські воїни встановлено пам'ятник.
У повоєнний період у селі знаходилася центральна садиба колгоспу імені Горького, за яким було закріплено 3751 гектарів сільськогосподарських угідь, у тому числі 1612 га орної землі. Це було багатогалузеве господарство, де вирощували зернові культури, картоплю, цукровий буряк, льон, овочі, займалося м'ясо-молочним тваринництвом.
12 червня 2020 року, відповідно до розпорядження Кабінету Міністрів України № 730-р «Про визначення адміністративних центрів та затвердження територій територіальних громад Чернігівської області», увійшло до складу Височанської сільської громади.
19 липня 2020 року, в результаті адміністративно-територіальної реформи, і ліквідації Борзнянського району, увійшло до складу новоутвореного Ніжинського району.

## Інфраструктура
У селі є середня школа, будинок культури, бібліотека, дільнича лікарня, фельдшерсько-акушерський пункт, магазини, відділення зв'язку.

## Відомі люди
У Нових Млинах народилися:
- Батьковська Ольга Василівна — українська письменниця, член Національної спілки письменників України та Всеукраїнської творчої спілки Конгрес літераторів України.
- Ситенко Олексій Григорович — фізик-теоретик, академік НАН України, доктор фізико-математичних наук, професор, Заслужений діяч науки і техніки України, лауреат Державної премії України.
- Христич Володимир Андрійович — депутат Верховної Ради УРСР 11-го скликання.
- Йосеф Хаїм Бреннер (1881—1921) — івритомовний письменник, літературний критик і перекладач, один з піонерів сучасної літератури на івриті.

поховані:
- Костенко Антін Миколайович — радянський розвідник часів німецько-радянської війни, Герой Радянського Союзу[8].